# Verrucularina glaucophylla
Verrucularina glaucophylla là một loài thực vật có hoa trong họ Malpighiaceae. Loài này được (A. Juss.) Rauschert miêu tả khoa học đầu tiên năm 1982.